# كأس تونس 1994–95
كأس تونس لكرة القدم 1994-1995 هو الموسم رقم 39 منذ الاستقلال وال64 منذ إنشائه من كأس تونس لكرة القدم.

فاز بهذا الموسم النادي الرياضي الصفاقسي، وجاء ثانيا الأولمبي الباجي.

## روابط خارجية
- الموقع الرسمي للجامعة التونسية لكرة القدم.